# Abdulla Al-Tamimi
Pour les articles homonymes, voir Tamimi (homonymie).
Abdulla Al-Tamimi (connu aussi sous le nom de Abdulla Mohd Al Tamimi), né le 15 décembre 1994 à Doha, est un joueur professionnel de squash représentant le Qatar. Il atteint en octobre 2023 la 17e place mondiale sur le circuit international, son meilleur classement.

## Biographie
En novembre 2019 lors des championnats du monde 2019-2020 à Doha, il devient le premier joueur du Qatar à atteindre le 3e tour grâce à ses victoires sur les Français Grégoire Marche et Mathieu Castagnet,.

## Palmarès

### Titres
- Cape Town Squash Open 2024
- QSF 4 2023
- Open de Malaisie : 2018[4]
- Australian Open : 2016[5],[6]

### Finales
- Championnats d'Asie : 2025